# アルジェリア独立住民投票 (1962年)

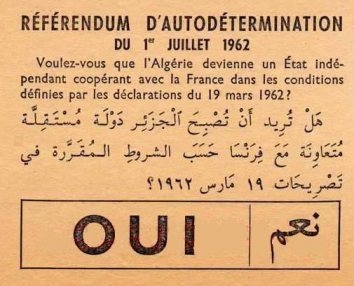
住民投票の投票用紙。

アルジェリア独立住民投票（アルジェリアどくりつじゅうみんとうひょう、フランス語: Référendum d'autodétermination de l'Algérie）は、フランスからのアルジェリアの独立を正式に決定した住民投票.。1962年7月1日にアルジェリアで実施された。アルジェリア戦争の終結への筋道をつけた1962年3月19日のエビアン協定に基づき、協定から3か月後から6か月後までの期間内に実施することとされていた。

## 概要
有権者は、エビアン協定によって定められていた。有権者に含まれていたのは、(1) アルジェリアに住んでいる市民、(2) アルジェリアの選挙人名簿に登録されている、地域外居住者、(3) アルジェリア生まれで、フランス・メトロポリテーヌないしは海外県・海外領土に居住する者、であり、その一方で、(4) フランス軍のアルジェリア派遣部隊の兵員は有権者から除外された。

## 投票内容
有権者たちは、「あなたは、1962年3月19日の協定に定められた条件で、フランスとの協力の上で、アルジェリアが独立国家になることを望みますか?」という質問について、賛否を問われた。
投票の結果、賛成票投票は全体の99.72%を占めた。フランス共和国大統領シャルル・ド・ゴールは、7月3日に、アルジェリアの独立の承認を発表し、アルジェリアでは、かつて1830年にフセイン・デイが降伏した日付に合わせて、1962年7月5日に独立が宣言された。

## 結果
結果は以下の通りであった。
- 有権者登録数：6 549 736
- 投票者数：6 017 800
- 有効投票数：5 992 115
- 無効投票数：25 565
- 賛成 (Oui)：5 975 581
- 反対 (Non)：16 534

| Non : 16 534 (00.28%) |  |  | Oui : 5 975 581 (99,72 %) |
| ▲                     |  |  |                           |